# Marin Ireland

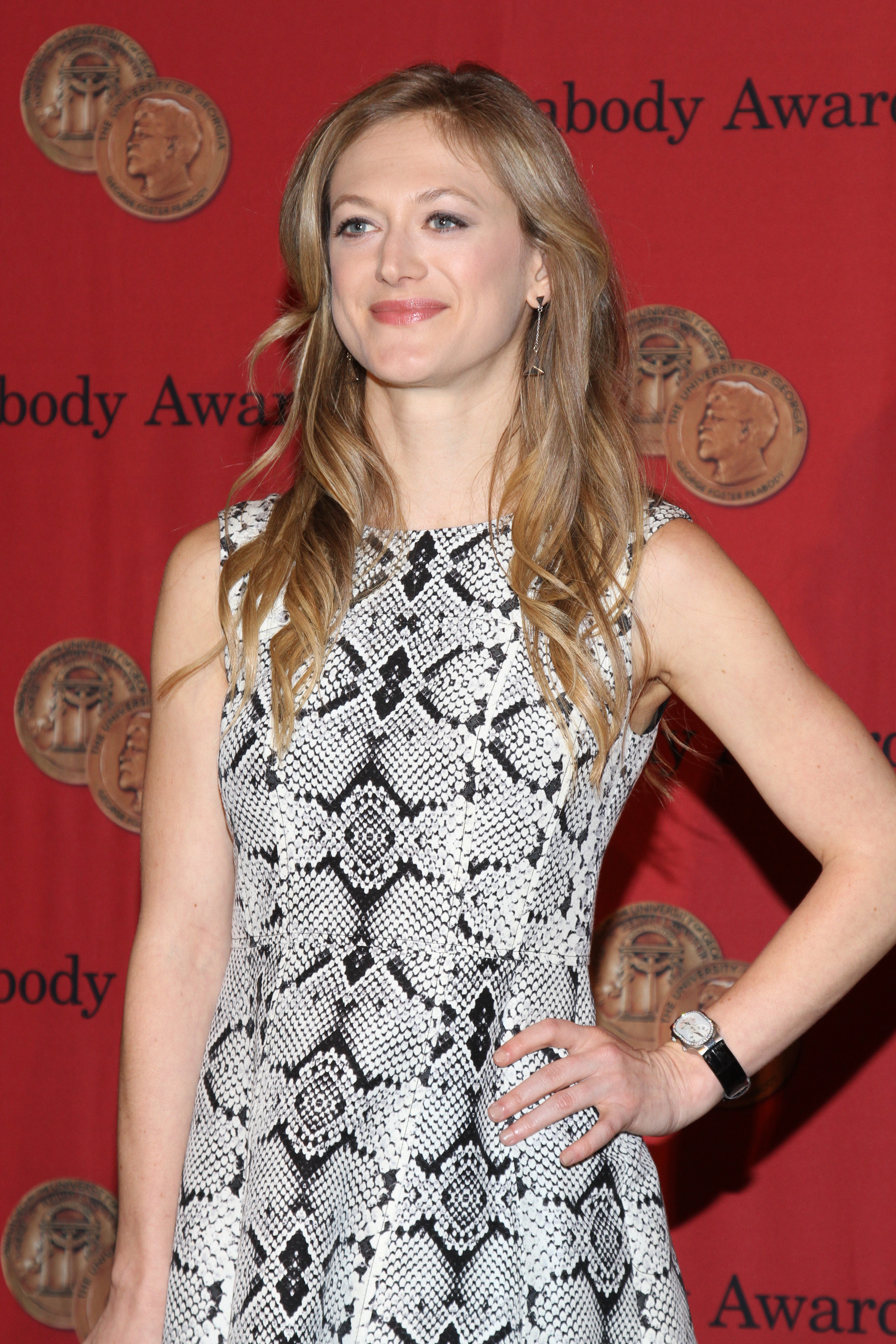
Marin Ireland (2014)

Marin Yvonne Ireland (* 30. August 1979 in Camarillo, Kalifornien) ist eine US-amerikanische Schauspielerin.

## Leben und Karriere
Ireland wurde an der Idyllwild Arts Foundation im kalifornischen Idyllwild-Pine Cove ausgebildet und erwarb einen Bachelor of Fine Arts an der Hartt School, einem Konservatorium für Darstellende Kunst an der University of Hartford in West Hartford im US-Bundesstaat Connecticut.
Ireland gab ihr Off-Broadway-Theater-Debüt in Nocturne (2001), einem Theaterstück von Adam Rapp. Ihre Off-Broadway-Arbeit umfasst Caryl Churchills Far Away (2002) am New York Theatre Workshop. Sie spielte die Titelrolle in Sabina (2005) von Willy Holtzman. 2008 spielte sie bei der Bühnenfassung von The Beebo Brinker Chronicles, einer Reihe von lesbischen pulp fiction Romanen von Ann Bannon. Für ihre Rolle im Theater-Stück Reasons to be Pretty gewann sie 2009 den Theatre World Award und war ebenfalls 2009 für den Tony Award in der Kategorie Beste Nebendarstellerin nominiert.

## Filmografie (Auswahl)
- 2003–2006: Criminal Intent – Verbrechen im Visier (Law & Order: Criminal Intent, Fernsehserie, 2 Episoden)
- 2004: Der Manchurian Kandidat (The Manchurian Candidate)
- 2006, 2015: Law & Order: Special Victims Unit (Fernsehserie, 2 Episoden)
- 2007: Upper East Side Love (Suburban Girl)
- 2007: Mercy (Kurzfilm)
- 2007: I Am Legend
- 2008: Law & Order (Fernsehserie, Episode 18x01)
- 2008: The Understudy
- 2008: Rachels Hochzeit (Rachel Getting Married)
- 2008: The Loss of a Teardrop Diamond
- 2008: If You Could Say It in Words
- 2008: Zeiten des Aufruhrs (Revolutionary Road)
- 2009: Brief Interviews with Hideous Men
- 2010: Megafauna (Kurzfilm)
- 2010: Sexting (Kurzfilm)
- 2011: Mildred Pierce (Miniserie, 5 Episoden)
- 2011: A Gifted Man (Fernsehserie, 3 Episoden)
- 2011: Good Wife (Fernsehserie, Episode 2x21)
- 2011–2012: Homeland (Fernsehserie, 5 Episoden)
- 2012: Unforgettable (Fernsehserie, Episode 1x16)
- 2012: Wie beim ersten Mal (Hope Springs)
- 2012: Boss (Fernsehserie, 4 Episoden)
- 2013: The Following (Fernsehserie, Episode 1x09)
- 2014: The Divide (Fernsehserie, 8 Episoden)
- 2014: Masters of Sex (Fernsehserie, 3 Episoden)
- 2015: Girls (Fernsehserie, 3 Episoden)
- 2015: Elementary (Fernsehserie, Episode 4x02)
- 2015: Dieses Sommergefühl (Ce sentiment de l‘été)
- 2015–2019: Sneaky Pete (Fernsehserie, 30 Episoden)
- 2016: Hell or High Water
- 2018: Piercing
- 2018: The Miseducation of Cameron Post
- 2019: The Irishman
- 2020: The Empty Man
- 2020: The Dark and the Wicked
- 2020–2022: The Umbrella Academy (Fernsehserie, 11 Episoden)
- 2021: Y: The Last Man (Fernsehserie, 10 Episoden)
- 2023: Eileen
- 2023: birth/rebirth
- 2023: The Boogeyman
- 2023: Somewhere Quiet
- 2023: Justified: City Primeval (Miniserie, 8 Episoden)
- 2025: Was ist Liebe wert – Materialists (Materialists)